# 葵涌警署

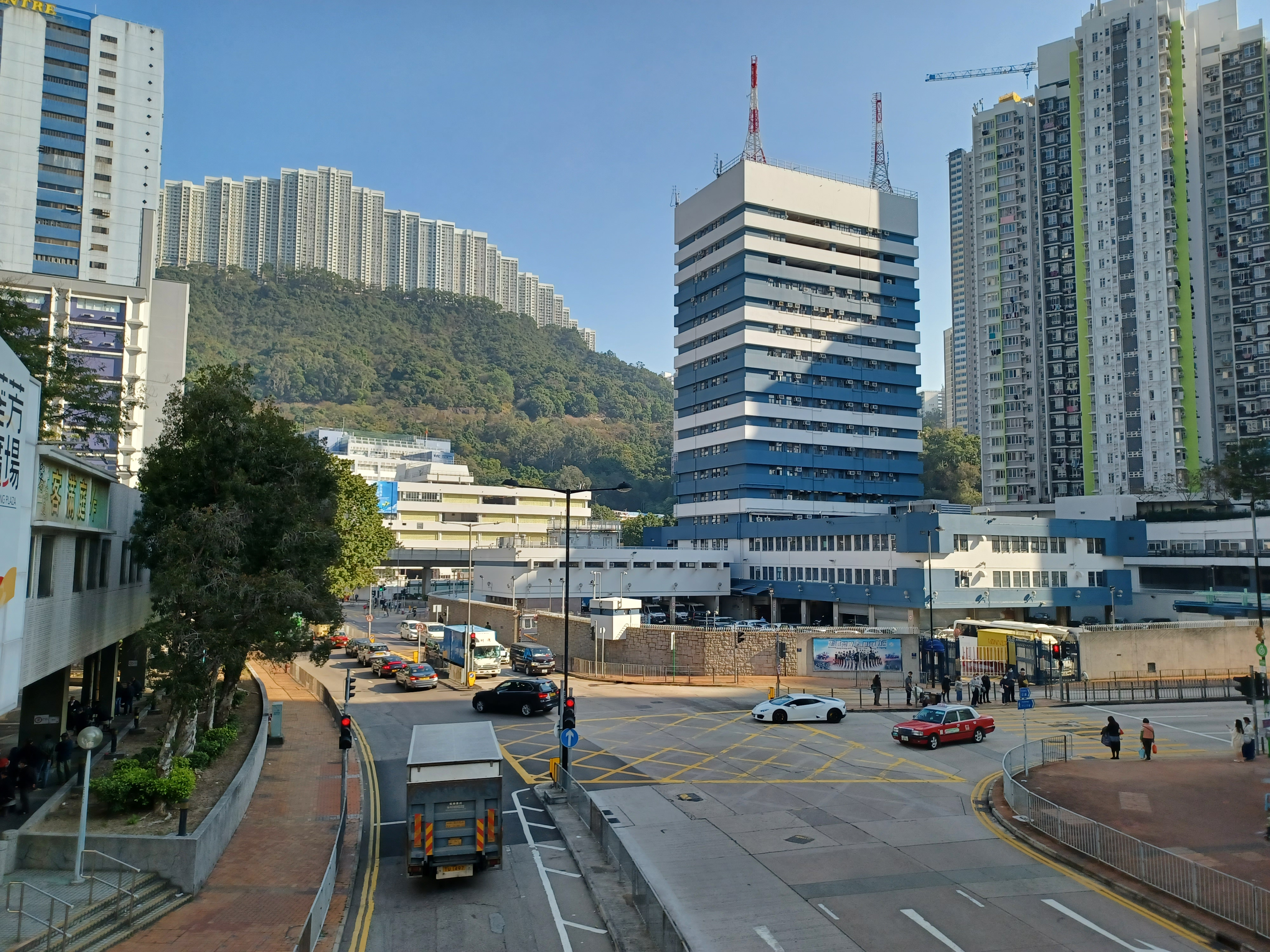
葵涌分區警署

葵涌分區警署（英語：Kwai Chung Divisional Police Station）又稱葵涌警署，是香港警務處新界南總區葵青警區的分區警署，位於新界葵涌葵涌道999號。

## 香港逃犯條例爭議期間事件
於香港逃犯條例爭議期間，葵涌警署是其中一個警署安置被拘留人士的主要地點。其中於9月27日中環愛丁堡廣場對開空地舉行關注新屋嶺被捕者人權集會，一名講者表示自己被捕後，一度被帶進新屋嶺拘留中心及葵涌警署，及於葵涌警署被非禮。

### 2019年7月葵涌警署外衝突
於2019年7月30日，葵涌警署爆發一場就聲援2019年7月28日港島區衝突的被捕人士演變而成，其中警察被指襲擊記者引起廣泛爭議，當時警署內部分服務也被短暫癱瘓。

## 其他事件

### 2020年4月汽油彈發現案及葵涌警署警長涉嫌妨礙司法公正案
於4月13日，警方在葵涌警署附近截查一名男學生，稱在他身上搜獲兩支懷疑汽油彈，男生被控一項在公眾地方管有攻擊性武器罪，其後該名學生一直被還押至4月23日。而被告亦一直否認涉案，聲稱被誣衊。
不過案件其後被懷疑是自編自導，至4月20日，一名葵涌警署警長涉嫌妨礙司法公正被捕，據報該名警長涉嫌策劃是次案件，有人透過中間人再自編自導案件，意圖造成社會輿論，嫁禍反送中運動抗爭者，之後佯裝調查再破案。民主黨立法會議員林卓廷及香港眾志秘書長黃之鋒均批評事件，其中林卓廷引述坊間質疑，警方聲稱多次撿獲多枚汽油彈拘捕多人，是否由警方自編自導自演，是次案件令大眾有更多證據支持上述說法。而黃之鋒則表示對警方自編自導自演的事不感到意外，坦言十分期待撐警大聯盟和建制陣營人士如何回應。

## 資料來源
1. ↑  .   [2020-05-02]. （原始内容存档于2021-05-01）.
2. ↑  .   [2020-05-03]. （原始内容存档于2020-10-29）.
3. ↑  .   [2020-05-02]. （原始内容存档于2020-10-21）.
4. 1 2  .   [2020-05-02]. （原始内容存档于2020-04-22）.
5. ↑  .   [2020-05-02]. （原始内容存档于2020-04-22）.